# Бэр-Крик (Аляска)
Бэр-Крик (англ. Bear Creek) — статистически обособленная местность в США, располагается на юге штата Аляска на полуострове Кенай на берегу Тихого океана, территориально принадлежит к боро Кенай. Лежит в 4 километрах к северу от города Сьюард на реке Бэр и её источнике озере Бэр-Лэйк.

## Население
По данным переписи 2010 года население Бэр-Крик составляло 1956 человек (из них 53,7 % мужчин и 46,3 % женщин), 835 домашних хозяйств и 525 семей. Расовый состав: белые — 80,9 %, афроамериканцы — 0,6 %, коренные американцы — 10,7 %, азиаты — 1,6 и представители двух и более рас — 5,7 %.
Из 835 домашних хозяйств 49,8 % представляли собой совместно проживающие супружеские пары (26,3 % с детьми младше 18 лет), 37,1 % не имели семьи.
В среднем домашнее хозяйство ведут 2,34 человек, а средний размер семьи — 2,85 человека. Доля лиц старше 60 лет — 12,2 %, младше 20 - 24,4. Средний возраст населения — 41,3 лет. В 2013 году средний доход на семью составлял $81 392, на домашнее хозяйство — $79 444.